# United Australia Party (2013)
Lo United Australia Party, già Palmer United Party, è un partito politico australiano fondato a Melbourne il 25 aprile 2013 dall'imprenditore e magnate Clive Palmer.

## Risultati
| Elezione          | Elezione | Voti    | %    | Seggi   |
| ----------------- | -------- | ------- | ---- | ------- |
| Parlamentari 2013 | Camera   | 709 035 | 5,49 | 1 / 150 |
| Parlamentari 2013 | Senato   | 658 976 | 4,91 | 3 / 76  |
| Parlamentari 2016 | Camera   | 315     | 0,00 | 0 / 150 |
| Parlamentari 2016 | Senato   | 26 230  | 0,19 | 0 / 76  |
| Parlamentari 2019 | Camera   | 488 817 | 3,43 | 0 / 151 |
| Parlamentari 2019 | Senato   | 345 199 | 2,36 | 0 / 76  |